# Championa aliciae
Championa aliciae är en skalbaggsart som beskrevs av Noguera och Chemsak 1997. Championa aliciae ingår i släktet Championa och familjen långhorningar. Inga underarter finns listade i Catalogue of Life.